# Луэгер, Отто
Отто Луэгер (Otto Lueger, 13 октября 1843, Тенген — 2 мая 1911, Штутгарт) — немецкий инженер-гидротехник.
Учился в политехникуме в Карлсруэ, после чего учился ещё в нескольких университетах за рубежом. С 1866 года служил при городском водопроводе в Карлсруэ, с 1871 года работал во Франкфурте. Участвовал в сооружении франкфуртского водопровода (1871—1872); с 1874 года возглавлял Департамент строительства Франкфурта, позднее проектировал и построил водопровод во Фрейбурге в Брейсгау.
С 1878 года он работал в качестве внештатного инженера в Штутгарте и проектировал гидротехнические сооружения для многих городов Германской империи. В знак признания его научных и практических достижений в области водоснабжения Отто Люегер получил в 1894 году почетную докторскую степень от университета Галле.
С 1895 года он был адъюнкт-профессором, а с 1903 года — профессором водопроводного и канализационного дела и гидротехники в высшей технической школе Штутгарта. Люегер также был первым редактором словаря «Lexikon der gesamten Technik».
Из его работ наиболее известны:
- «Die Brunnenleitung der Stadt Freiburg» (1879);
- «Theorie der Bewegung des Grundwassers in den Alluvionen der Elussgebiete» (Штутгарт, 1883);
- «Die Wasserversorgung der Städte» (Дармштадт, 1890—1895);
- он же издал «Lexikon der gesammten Technik und ihrer Hilfswissenschaften» (7 томов, Штутгарт, 1894—1899).

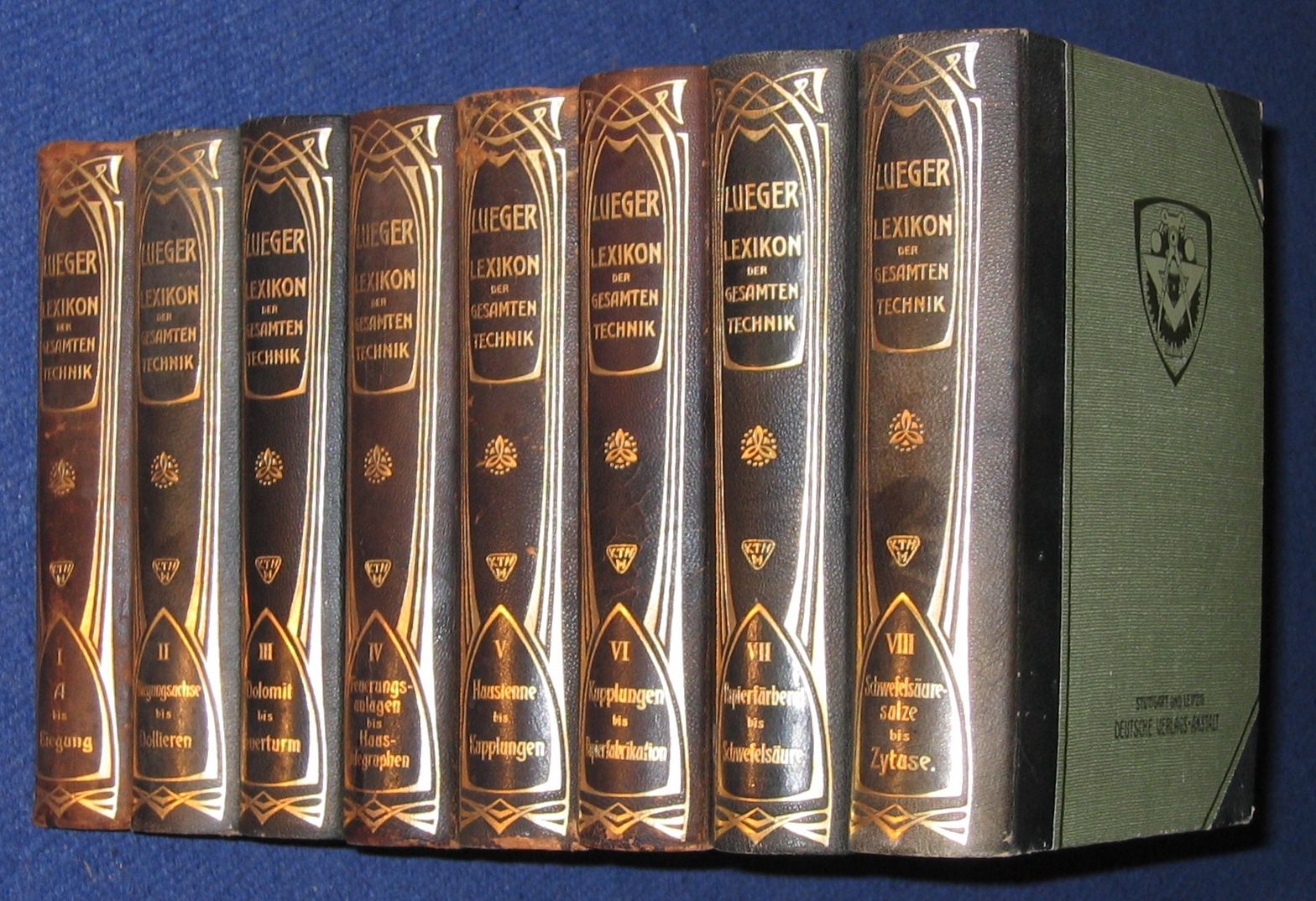
Lexikon der gesamten Technik, второе издание, 1904
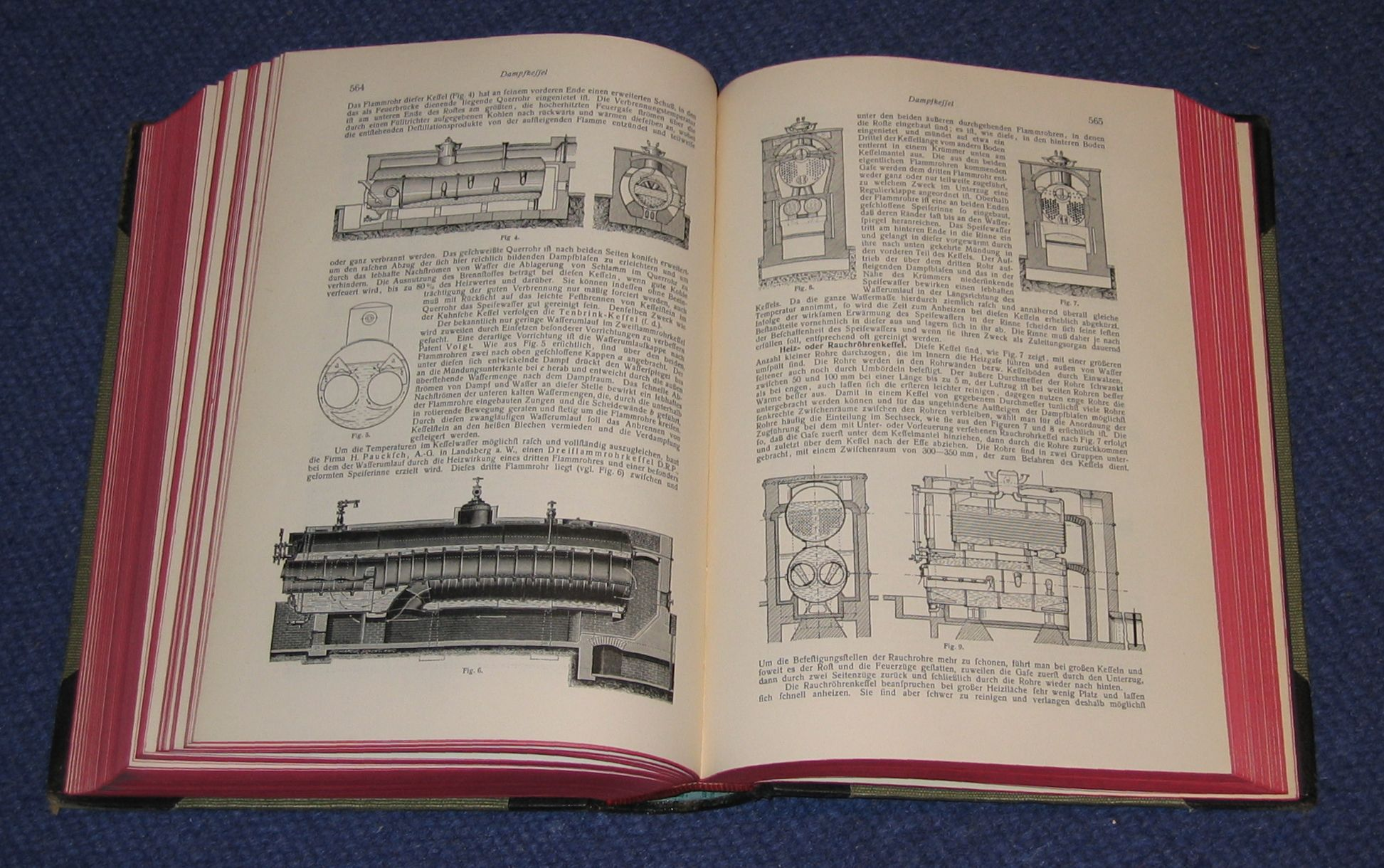
«Steam boiler», Lexikon der gesamten Technik, второе издание, 1904
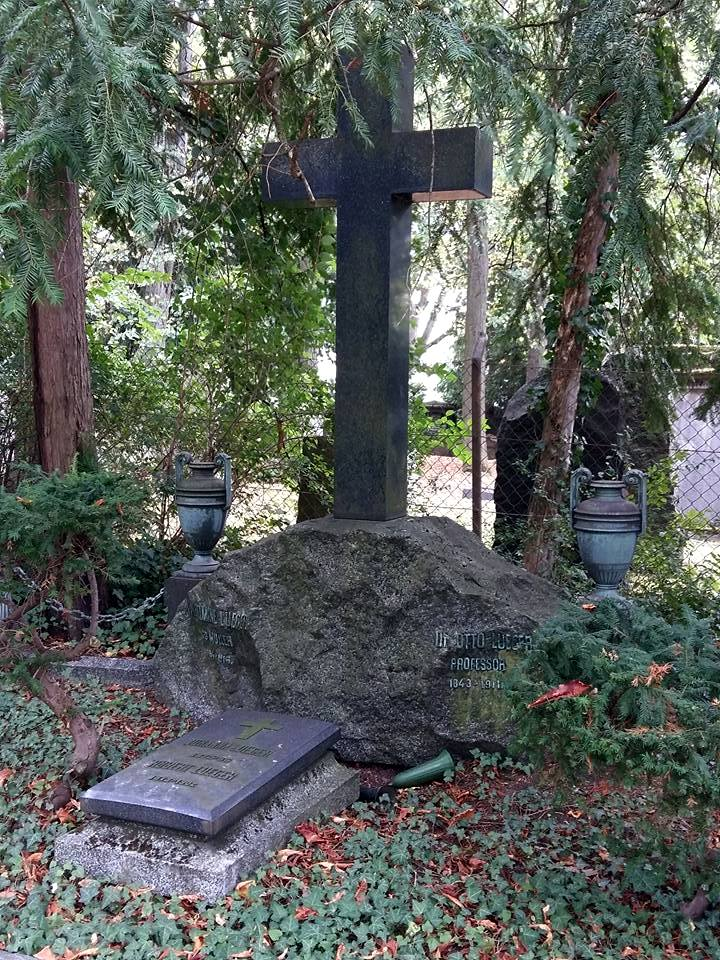
Могила на Пражском кладбище в Штутгарте